# Giáo hoàng Máccô
Máccô (Latinh: Marcus) là người kế nhiệm của Giáo hoàng Sylvester I và là vị Giáo hoàng thứ 34. Ông được suy tôn là một vị thánh của Giáo hội Công giáo. Theo niên giám tòa thánh năm 1861 thì ông lên ngôi Giáo hoàng năm 336 và ở ngôi trong 8 tháng và 9 ngày. Niên giám tòa thánh năm 2003 xác định triều đại của ông bắt đầu vào ngày 18 tháng 1 năm 336 và kết thúc vào ngày 7 tháng 10 cùng năm.
Liber Pontificalis cho rằng ông sinh tại Roma và cha tên là Priscus. Một số bằng chứng cho thấy rằng danh sách các Giám mục tử đạo được gọi là Depositio episcoporum và Depositio martyrum đã được bắt đầu trong triều đại của ông. Truyền thống cho rằng, Marcus đã ra chỉ thị Giáo hoàng nên được Giám mục Ostia thánh hiến. Ông đã thiết lập nghi thức trao dây Pallium vẫn còn được dùng tới ngày nay. Sợi dây được làm bằng len của con chiên đã được làm phép trước và được trang trí thêm những thánh giá màu đen.
Tuy nhiên điều này có thể không chắc chắn, những bằng chứng cổ xưa nhất cho thấy nó chỉ xuất hiện vào khoảng thế kỷ thứ V hoặc VI, một văn bản cổ nhất đề cập đến việc Giáo hoàng trao dây Pallium là vào thế kỷ VI. Người ta cũng cho rằng chính ông là người đã ban dây Pallium cho Giám mục Ostia là người có đặc quyền tấn phong Giáo hoàng.
Triều đại của ông được đánh dấu bằng việc xây dựng hai Vương cung thánh đường ở Rôma, Thánh Máccô và cả thánh Balbina. Lịch những ngày lễ tôn giáo đầu tiên đã xuất hiện trong thời ông. Ông làm Giáo hoàng chỉ được một vài tháng và chống lại dị giáo Á Châu. Ông được ghi nhận là đã chết vì nguyên nhân tự nhiên và được chôn trong hầm mộ của Balbina. Ngày lễ kính của thánh Marcus là ngày 7 tháng 10. Vào năm 1048, các di tích của ông được chuyển giao cho Velletri và sau đó vào năm 1145, chúng được chôn cất dưới bàn thờ của thánh đường Basilica di San Marco Evangelista tại Capitol.